# Кампания при Соломоновите острови
Кампанията при Соломоновите острови е част от бойните действия на Тихоокеанския театър по време на Втората световна война.
Започва след дебаркирането на японски войски и превземането от тях на част от владението Соломоновите острови (включени в Британската общност) и остров Бугенвил край о. Нова Гвинея.
Кампанията се води активно през първото полугодие на 1942 г. Завършва на 21 август 1945 г. с победа за Съюзниците.